# Gmina Drugowo
Gmina Drugowo (mac. Општина Другово) – nieistniejąca gmina w zachodniej Macedonii Północnej. W 2013 roku została przyłączona do gminy Kiczewo.
Graniczyła z gminami: Kruszewo, Płasnica, Wranesztica, Kiczewo od wschodu, Demir Hisar, Debarca od południa, Debar od zachodu oraz Mawrowo-Rostusza i Zajas od północy.
Skład etniczny
- 85,68% – Macedończycy
- 8,98% – Turcy
- 4,77% – Albańczycy
- 0,57% – pozostali

W skład gminy wchodziło 28 zamieszkanych wsi: Drugowo jako centrum administracyjne oraz wsie: Belica, Brżdani, Cer, Gołemo Cersko, Gorna Duszegubica, Gorno Dobrenowec, Dołna Duszegubica, Dołno Dobrenowec, Ehloec, Iwancziszta, Izwor, Jaworec, Judowo, Kładnik, Klenoec, Kozica, Ławczani, Małkoec, Mało Cersko, Manastirski Dołenci, Podwis, Popowec, Popołżani, Prostrańe, Swińiszte, Srbljani, Widrani.